# Sandrör
Sandrör (Ammophila arenaria) är en växtart i familjen gräs. Den kallas även marhalm eller margräs.

## Externa länkar

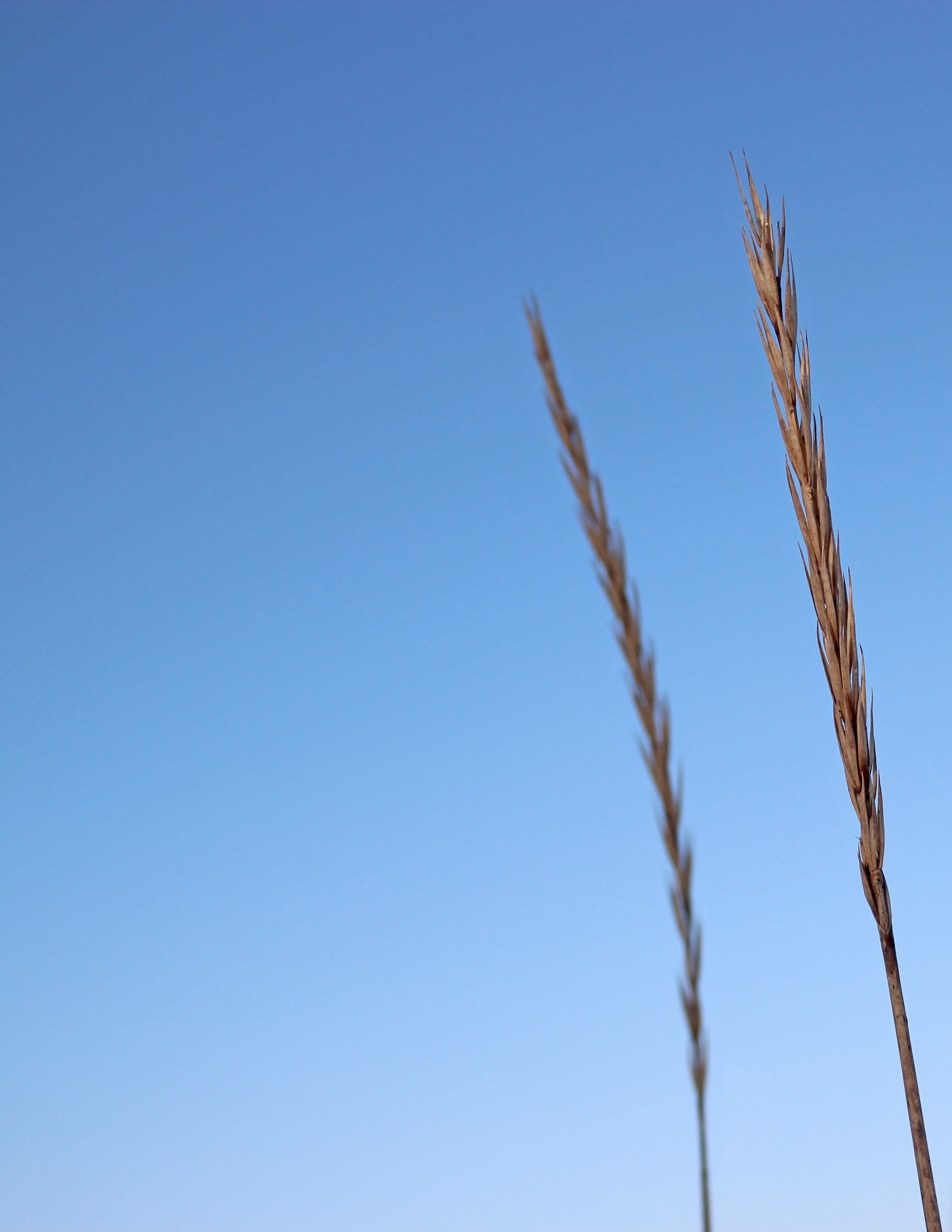
Sandrör i februari 2012.